# 赤岩渡船

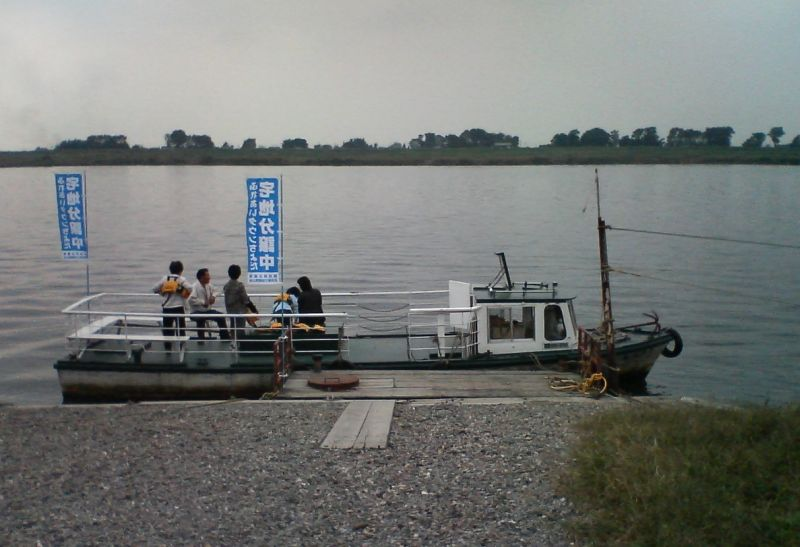
群馬県側から埼玉県側を望む

赤岩渡船（あかいわとせん）とは、埼玉県熊谷市葛和田と群馬県邑楽郡千代田町赤岩の利根川の対岸同士（約400メートル）を結ぶ渡船。県道の一部で群馬県営であるが、実際の管理や運営は地元の千代田町に委託されている。

## 概要
埼玉県道・群馬県道83号熊谷館林線の代替渡船であり、利根川上で唯一の「水上県道」扱いで運賃は無料である。
群馬県営で千代田町に運営が委託されていることから、渡し舟は千代田側に居ることが基本となっており、堤防の中腹に建っている小屋に待している船頭へ直接声を掛ける。一方、葛和田側から乗る場合には桟橋から150m程手前の河川敷上にある熊谷駅行きバス停前に設置されたポールに黄色の旗を揚げて合図し、千代田側の船頭へ利用の意思表示をする。
なお、自転車も載せることが可能で、周辺住民のほか、利根川沿いのサイクリング客の利用もある。ただし、原動機付自転車および自動二輪車については載せることが出来ない。利用者数は年間平均2万人程度となっている。
歴史的には「赤岩の渡し」とも呼ばれる。熊谷側では「葛和田の渡し」とも呼ばれる。なお、この地点で渡船を使わずに陸上を迂回して対岸に行くには、下流側4 - 5kmの武蔵大橋か、上流側6 - 7kmにある刀水橋まで遠回りしなければならない。

## 接続する交通機関
埼玉側・群馬側、それぞれに路線バスが堤防を乗り越えて河川敷に乗り入れ、乗船場近くを始発終着地としている。
- 千代田側：赤岩渡船停留所 広域公共路線バス館林・千代田線日中便（つゝじ観光バス） 館林駅行き
- 熊谷側：葛和田停留所 国際十王交通熊谷営業所KM31系統 熊谷駅行き

## 沿革
- 現在地での利根川の渡し舟は、古くは上杉謙信に関する文献にも登場する[2][1]。
- 江戸時代には利根川を往復する河川舟運が発達し、江戸や房総（野田や銚子方面）方面と船が行き来した。赤岩は水深があり、江戸などから大型船が遡行できる終点として、江戸幕府の坂東十六渡津の一つに数えられた。また中山道熊谷宿と千人同心街道館林宿への往還道にも当たる交通・流通の要路であった[5]。
- 明治時代16年頃から後は鉄道等の交通機関が発達したため、河岸場は衰退され、渡船場として機能だけ残った[2][5]。
- 1926年（大正15年）4月に群馬県営となり、1949年（昭和24年）に群馬県から千代田町へ運営が委託された[2]。

## 架橋計画について
- 将来的に渡船の機能を受け継ぎ、埼玉県道・群馬県道83号熊谷館林線として利根川を架橋する道路の計画については、直接関係する熊谷市（旧 妻沼町）・千代田町、その他恩恵を受ける市町村や市民有志が、長期的に関係各所へ呼びかけを行なっている。2023年5月に群馬県・埼玉県両知事が建設を表明した（時期は未定）。

## 運航時間・使用船舶
運航時間

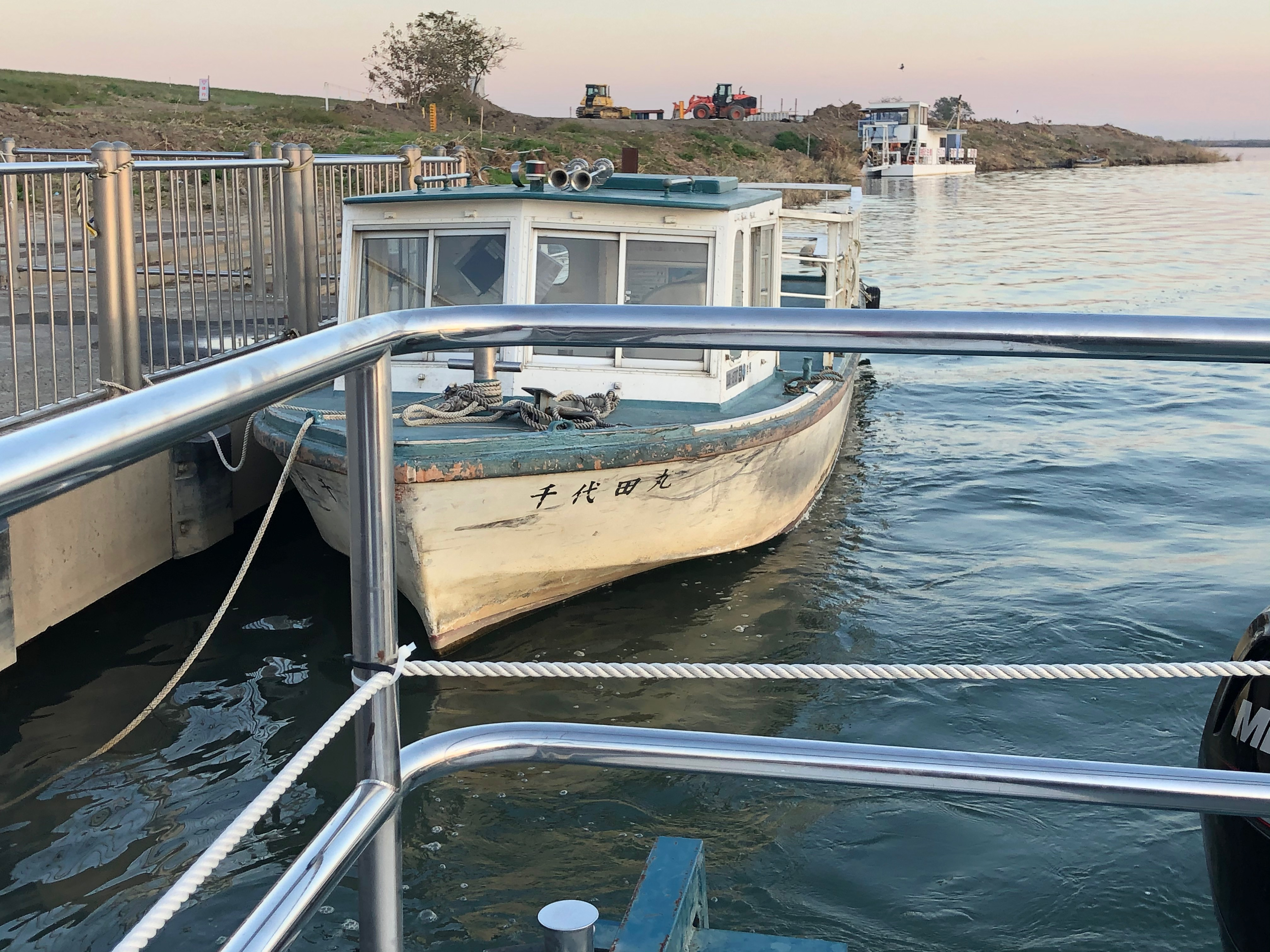
千代田丸

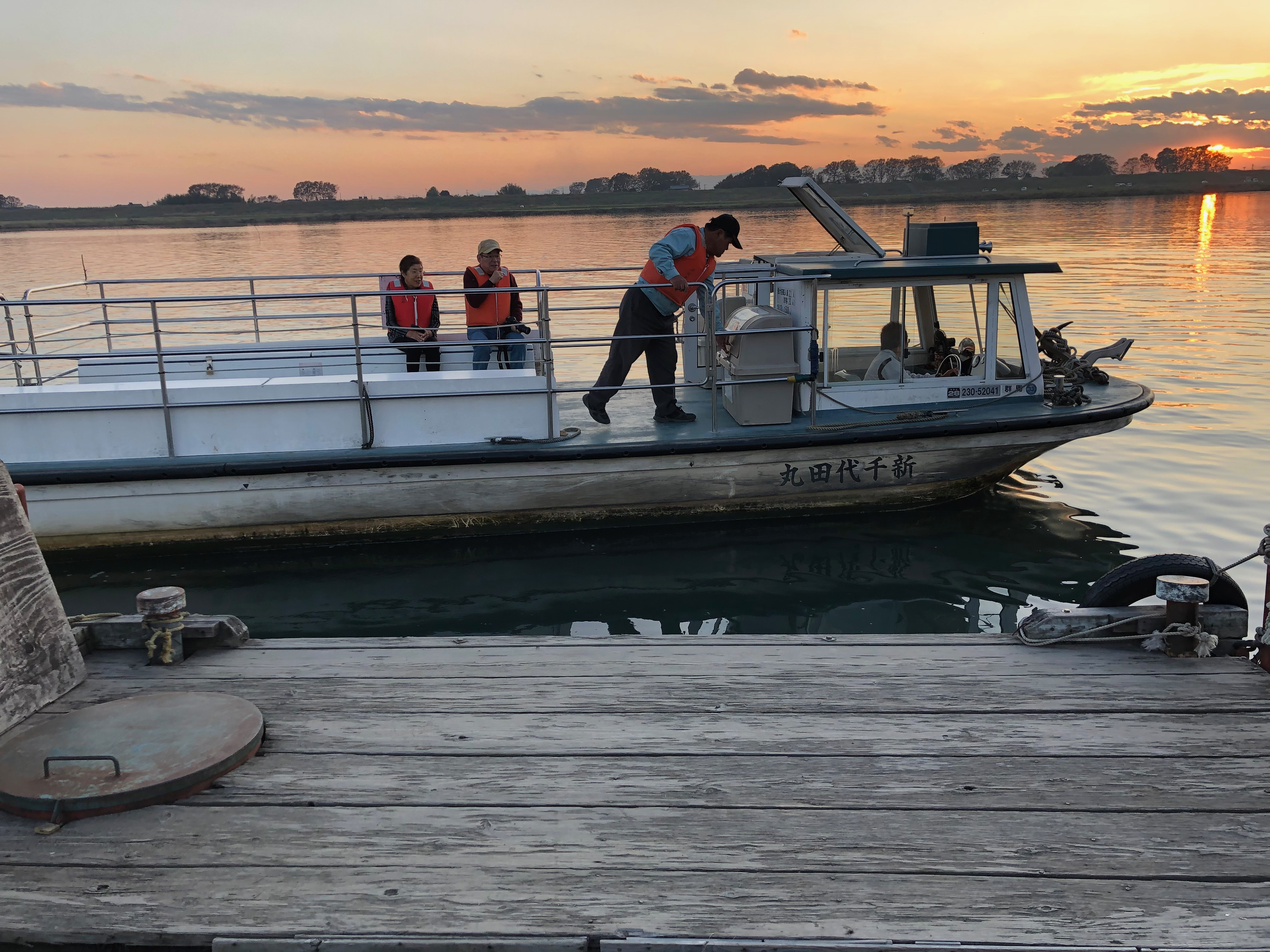
新千代田丸

- 4月1日 - 9月30日：午前8時30分 - 午後5時
- 10月1日 - 3月31日：午前8時30分 - 午後4時30分
- 河川の増水・強風など運航に支障きたす場合は臨時運休となる（千代田側に赤い旗が立つ[1]）。

使用船舶
- 千代田丸（定員23名）、新千代田丸（定員20名）[2]。かつては手漕ぎ船だったが、現在は2隻とも動力船で、所要時間は片道約4分[6]。